# Goldbachia ikonnikovii
Goldbachia ikonnikovii är en korsblommig växtart som beskrevs av I.T. Vassilczenko. Goldbachia ikonnikovii ingår i släktet Goldbachia och familjen korsblommiga växter. Inga underarter finns listade i Catalogue of Life.